# ایدالپور
ایدالپور (به انگلیسی: Aidalpur) یک منطقهٔ مسکونی در هند است که در پنجاب (هند) واقع شده‌است.